# Зденек Свобода
Зденек Свобода (чеськ. Zdeněk Svoboda, нар. 20 травня 1972, Брно) — чеський футболіст, що грав на позиції півзахисника, зокрема за празьку «Спарту», у складі якої — семиразовий чемпіон Чехії, а також національну збірну Чехії.

## Клубна кар'єра
У дорослому футболі дебютував 1989 року виступами за команду «Збройовка» з рідного Брно, в якій провів один сезон, взявши участь у 15 матчах чемпіонату. 1991 року перейшов до празької «Дукли», але вже за рік повернувся до «Зройовки», що на той час вже зминила назву на «Боби» (Брно).
1993 року приєднався до празької «Спарти», ставши одним з основних гравців команди, що домінувала у тогочасному чеському футболі. Протягом наступних дев'яти сезонів сім разів виборював титул чемпіона Чехії у складі «Спарти».
Протягом 2002—2005 років грав у Бельгії за «Вестерло», де виходив на поле лише епізодично. Згодом виступав у німеччині за нижчоліговий «Клоппенбург», а завершив професійну кар'єру в мальтійському «Сліма Вондерерс», за який виступав протягом 2006—2007 років. Згодом повернувся на батьківщину, де грав за аматорські колективи, а згодом перейшов на тренерську роботу, зокрема працював у тренерських штабах «Спарти» і національної збірної Чехії.

## Виступи за збірну
1996 року дебютував в офіційних матчах у складі національної збірної Чехії. Протягом кар'єри у національній команді, яка тривала 2 роки, провів у її формі 9 матчів.
У складі збірної був учасником розіграшу Кубка конфедерацій 1997 року у Саудівській Аравії, на якому команда здобула бронзові нагороди.

## Титули і досягнення
- Чемпіон Чехії (7):

«Спарта» (Прага): 1993-1994, 1994-1995, 1996-1997, 1997-1998, 1998-1999, 1999-2000, 2000-2001
- Володар Кубка Чехії (1):

«Спарта» (Прага): 1995-1996